# Teoría de la transferencia de títulos
La teoría del contrato de la transferencia de títulos (TTToC, del inglés title-transfer theory of contract) es una interpretación jurídica de los contratos desarrollada por el economista Murray Rothbard y el jurista Williamson Evers. La teoría interpreta todas las obligaciones contractuales en los términos de derechos de propiedad, viendo un contrato como un conjunto de transferencias de títulos. La TTToC está en oposición a las teorías del contrato más tradicionales que consideran las obligaciones contractuales como el resultado de una promesa vinculante. Los defensores del enfoque a menudo afirman que es superior, por motivos de coherencia y consideraciones éticas. La TTToC a menudo cuenta con el apoyo de los libertarios.

## Interpretación de los contratos
La TTToC considera que un contrato es una transferencia de títulos de propiedad entre las partes en el contrato. La transferencia del título puede ser condicional, lo que implica que el cambio de titularidad va a surtir efecto sólo si una condición especificada se cumple, así como la orientación a futuro implica que el cambio de titularidad surte efecto en un punto futuro específico en el tiempo. Por ejemplo, en un contrato de préstamo, el prestamista transfiere el título al principio para el prestatario y el prestatario transfiere al prestamista un título futuro por el monto principal más los intereses. Cuando el préstamo vence la transferencia del título del prestatario al prestamista entra en vigor, y el prestamista tiene derecho a obtener el dinero, que ahora le pertenece a él. Otro ejemplo es un contrato de prestación de servicios sobre el que el consumidor de servicios transfiere un título futuro de dinero a un proveedor de servicios con la condición de que un cierto acto de servicio se lleve a cabo. Si el servicio no se presta el estado de la transferencia no se cumple y el cambio de titularidad condicional de dinero no tiene efecto. Los contratos pueden ser convenidos por acuerdo explícito verbal (como es el caso de los contratos formales por escrito) o por la representación implícita del acuerdo (como es el caso cuando alguien pide una orden en un restaurante).

## Fraude
Bajo la TTToC un incumplimiento de contrato es solo lo que se puede interpretar como un acto de robo. Por ejemplo, si una condición especificada para una transferencia de título condicional de la parte A a la parte B no se cumple, sin embargo, parte B todavía retiene posesión de la propiedad a la que no tiene derecho, ha cometido un robo, tanto si la posesión fue tomada por la fuerza o por representación falsa de la realidad creando la impresión de que las condiciones de transferencia se han cumplido.
Si un proveedor de servicios no ha logrado realizar un acto de servicio, no ha cometido robo. En estos casos, conviene prever con anticipación si la parte no-incumcplidora tiene derecho a la indemnización, en la condición de que no se proporcionaran los servicios acordados.

## Implicaciones
Como la TTToC se basa en los derechos de propiedad, es compatible con el principio de no agresión. La TTToC asegura que el dominio de cada bien poseído está claramente definido en cualquier punto en el tiempo. Los contratos sobre títulos inalienables de propiedad no son vinculantes. Algunos argumentan que, dado que la propiedad del cuerpo de uno mismo es inalienable, los contratos de esclavitud voluntaria no son vinculantes bajo el TTToC. Las promesas que no se hacen con la intención de ser legalmente vinculantes tampoco son exigibles en virtud de la TTToC.